# Östlicher Bahnhofskanal
L'Östlichter Bahnhofskanal és un canal navegable industrial al port d'Harburg a l'estat federal alemany d'Hamburg. Connecta el Lotsekanal i el Verkehrshafen a la resclosa de desguàs "Karnappschleuse" del Seevekanal. Enllà de la resclosa, el curs d'aigua ja no és navegable. El pont abatible, sempre funcional, va construir-se els anys 1933-34. S'obre en tornar-se 90° a un l'eix paral·lel a la riba oriental del canal. A la seva inauguració era el pont més llarg d'aquest tipus d'Alemany. Va reemplaçar un pont giratori del 1890 de l'època de la construcció del primer eixample del port d'Harburg.

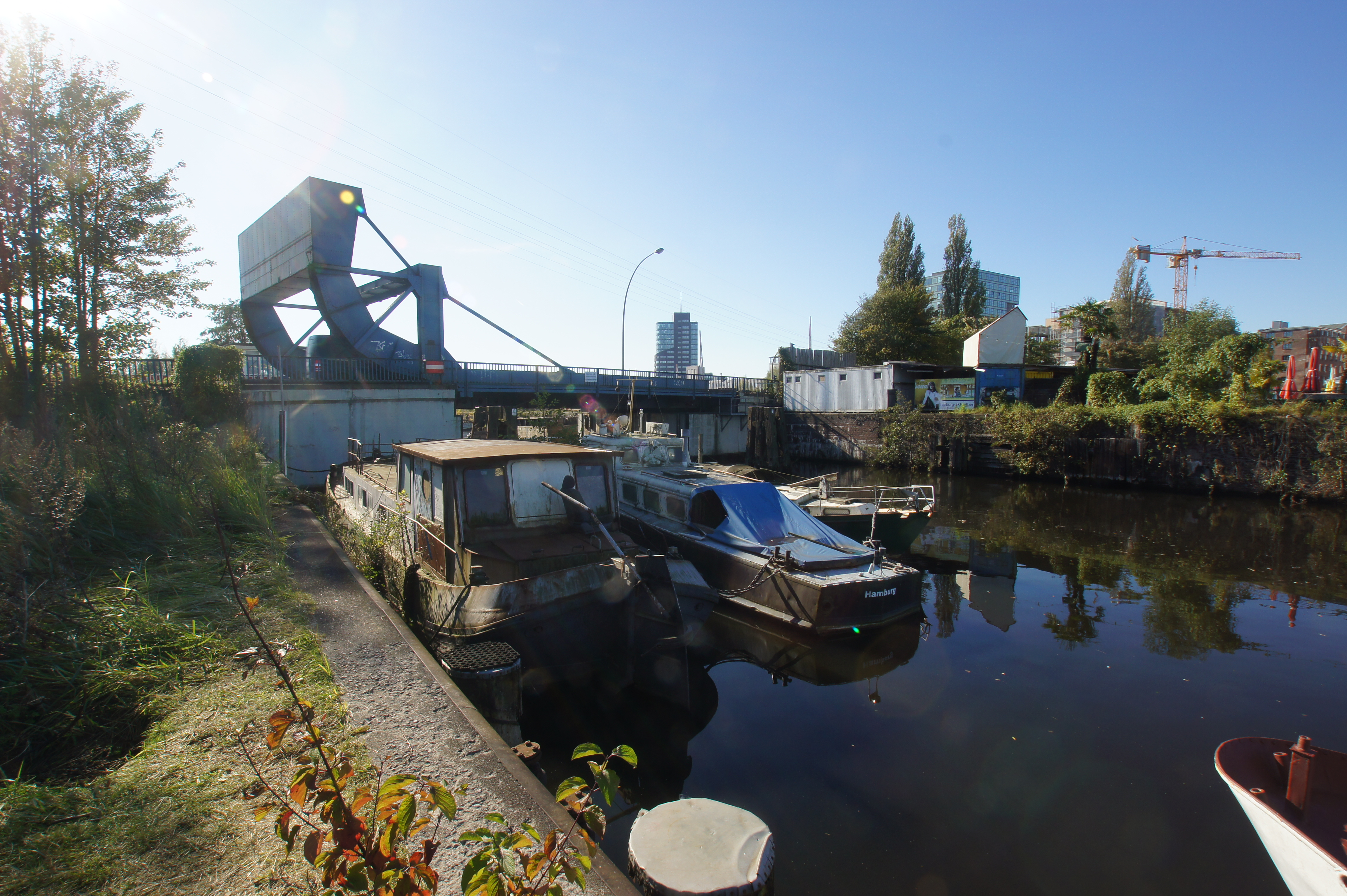
El pont abatible entre el canal i la dàrsena del Verkerhshafen
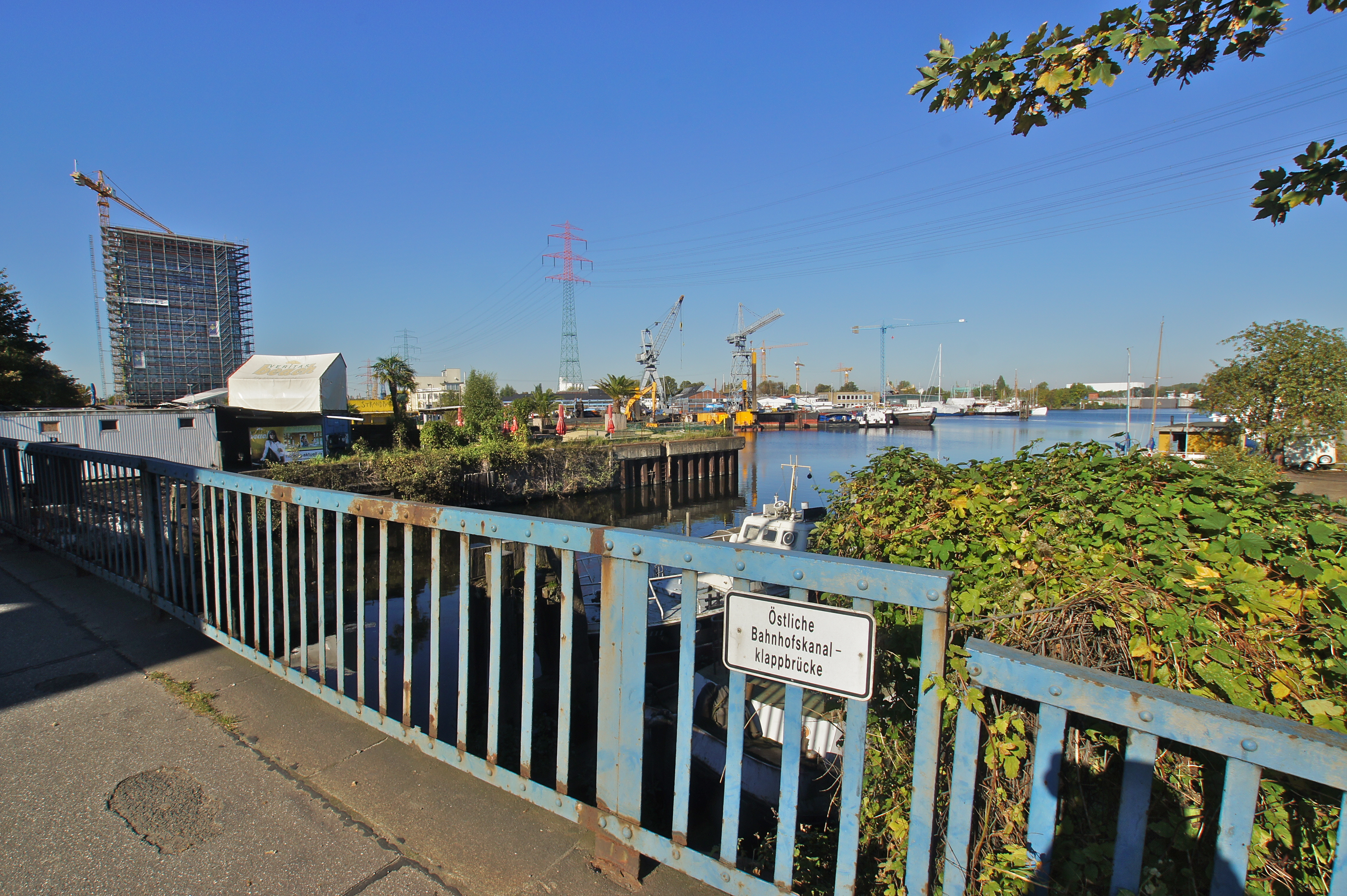
El canal en direcció del Verkehrshafen
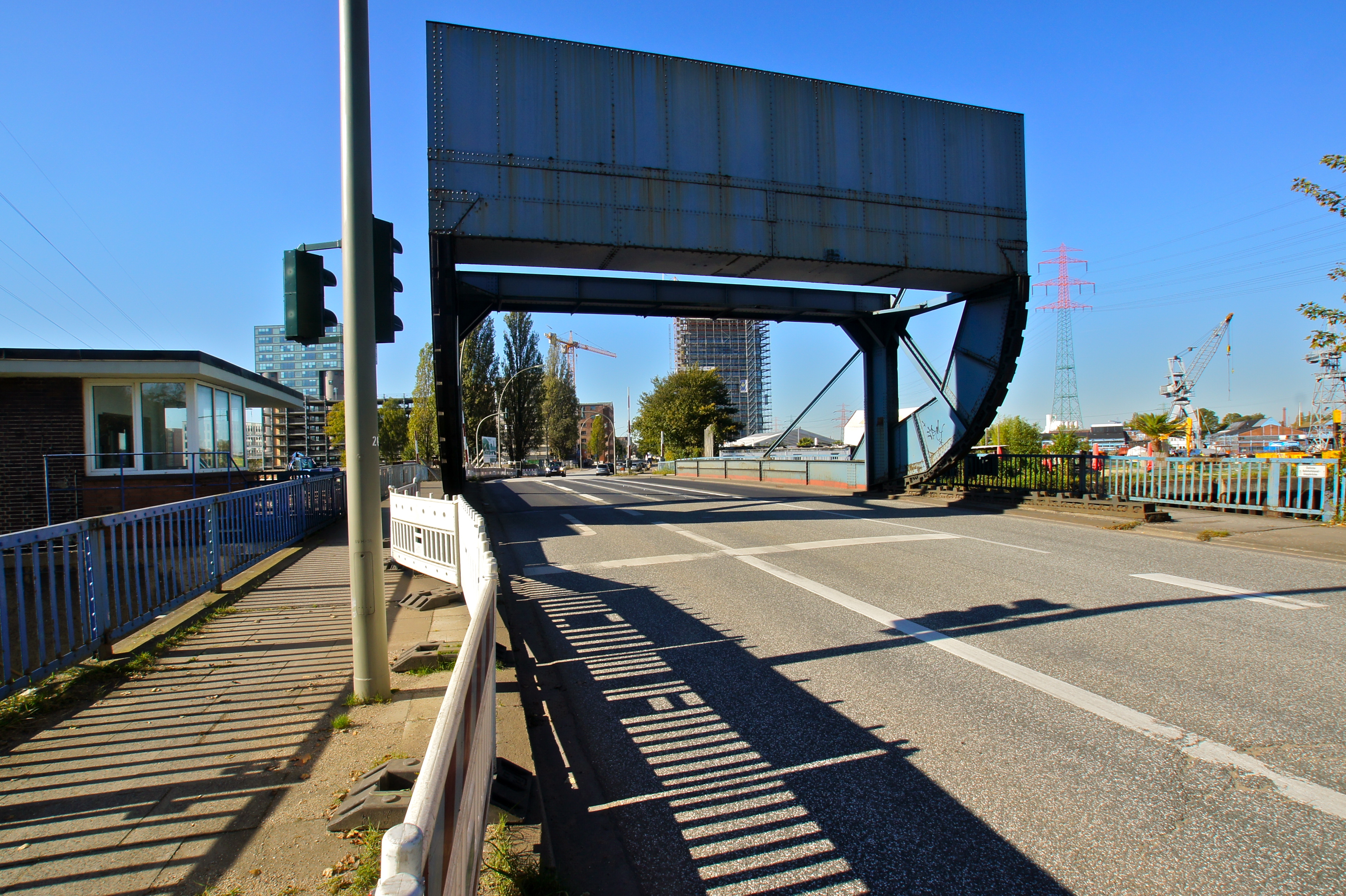
El pont vist des del carrer Neuländer Straße en direcció del carrer Veritaskai
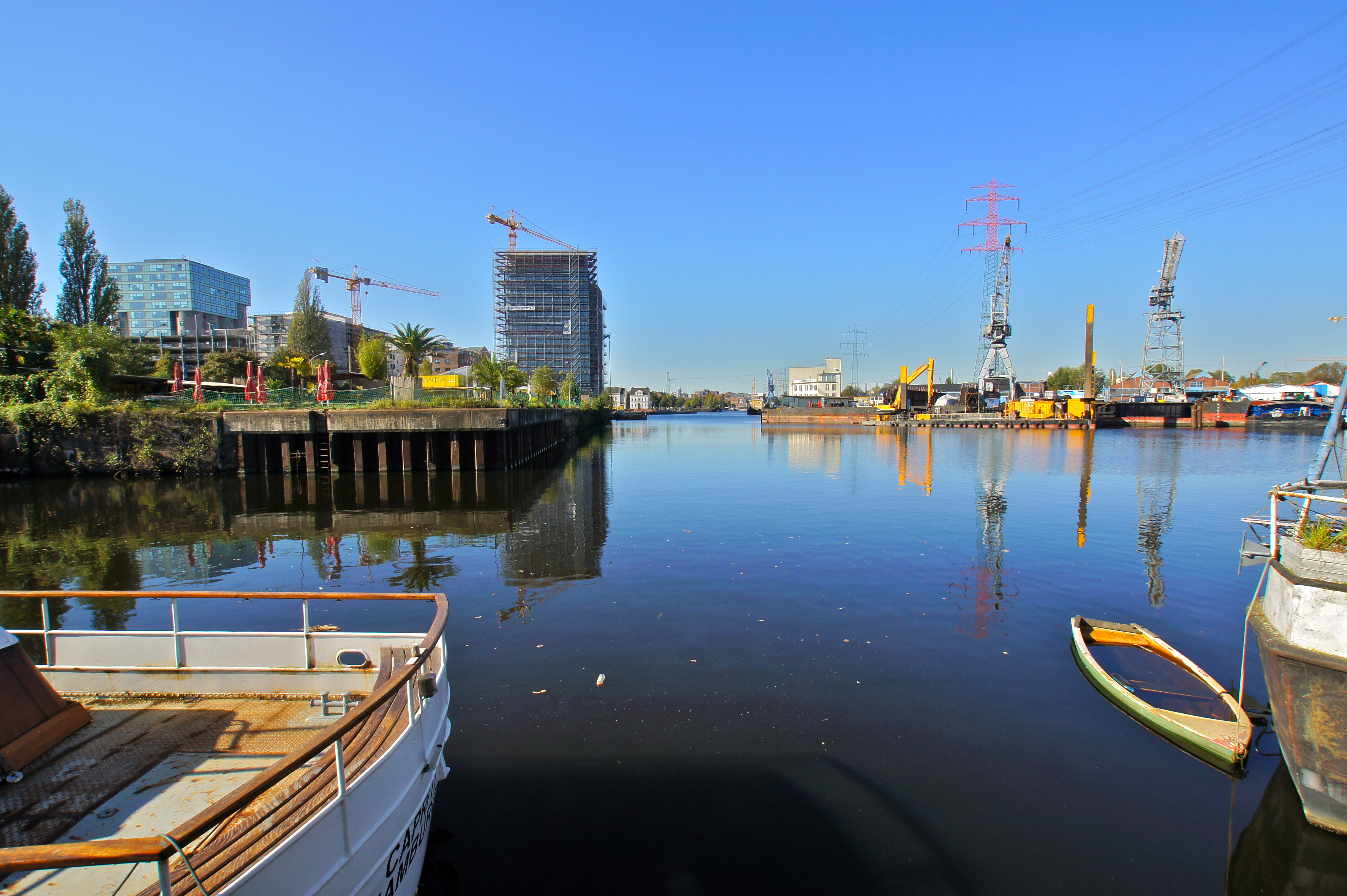
La desembocadura del canal (esquerra) al Lotsekanal i el Verkehrshafen